# 左权开花调
左权开花调是流行于山西省左权县的一种民歌形式。它从小调中派生出来的。它的所有唱词都以花为中心，以“开花”来比喻、寄托情感，所以称为“开花调”。“梨树树开花呀十里香，白天黑夜把哥哥想，马莲草开花呀结棒棒，了你踩踏了人家的房，亲呀亲呀呆呀个呆”这样的句子在开花调中十分常见。开花调多由相互对称的一对乐句组成，旋律主要由级进七声音阶构成，简洁优美，十分感人。

## 概述
左权县位于太行山西侧、山西省东部边缘地区，前称辽州、辽县，后因纪念牺牲在该地的左权而得名。当地民歌资源丰富，据《辽州志》载自宋代以来当地就有“闹元宵”、“闹社火”、“闹红火”等的传统风俗。山歌、小调、号子、套曲、小花戏和吹打等民歌在当地流行。开花调也是当地的民歌形式之一。
"开花调"是流行在太行山区（或称东山区）的一种山歌形式，以左权县为中心分布于和顺、武乡、襄垣各县。“开花调”歌词的上句常“xx开花”为起兴，下句点题。
自1940年代起，音乐工作者在左权县收集到的开花调有百首以上，代表曲目有《桃花红，杏花白》、《有了心思慢慢来》、《会哥哥》、《格旦亲》、《想亲哥》、《土地还家》等。1980年代起当地的民歌曾一度衰微，但在2000年左右通过政府扶持又有所恢复。在2000年代，著名的开花调表演者有刘改鱼、冀爱芳、石占明等。

## 艺术形式
开花调得名于所有唱词以“花”为中心，以“开花”为比兴。所谓的“花”，并不仅限于自然界植物的“花”，更有各类日常用具、物品的“花”。如部分歌词提到“门搭搭开花扑来来，门外走进哥哥来”、“玻璃开花里外明，远远照见俺咯旦儿亲”、“油灯灯开花一点明，小酒盅挖米不嫌你穷”等。其比喻一般与点题的下一句有联系，如“山药蛋开花结圪瘩儿，吃蛋亲是俺的心肝瓣儿”。
歌中衬词衬句用本地方言所构成，如“啊咯呀呀呆”、“亲咯旦儿”、“亲呀咯亲呀么呆呀咯呆”等，都是开花调的特色。
开花调音调简洁，多以相互呼应的上下两个乐句组成。旋律进行以级进七声性音阶为主，有时或会出现大跳音型，用于表现情绪、情感的起伏变化。